# Fernando Solanas
Fernando Ezequiel Solanas (Olivos, Província de Buenos Aires, Argentina; 16 de febrer de 1936 – París, 7 de novembre de 2020), més conegut com a Pino Solanas, fou un director de cinema i polític argentí. Entre les seves obres cinematogràfiques es destaquen La hora de los hornos (1968) codirigida amb Octavio Getino i El exilio de Gardel (Tangos) (1985).
Com a polític fou referent del moviment Proyecto Sur i va ser elegit diputat nacional el 2009 i senador nacional el 2013, en ambdós casos pel districte de la Ciutat Autònoma de Buenos Aires.

## Trajectòria artística
Durant la seva joventut va cursar estudis de teatre, música i dret.
El 1962 va realitzar el seu primer curtmetratge de ficció Seguir andando i va formar la seva empresa de producció. El 1968 va realitzar en forma clandestina el seu primer llargmetratge La hora de los Hornos, trilogia documental sobre el neocolonialisme i la violència al país i a Amèrica Llatina. El 1969 va fundar el grupo Cine Liberación juntament amb Octavio Getino. Va impulsar desenvolupar un circuit alternatiu de difusió de films a través d'organitzacions socials i polítiques que formen part de la resistència a la dictadura. La pel·lícula va obtenir múltiples premis internacionals i es va difondre a més de 70 països.

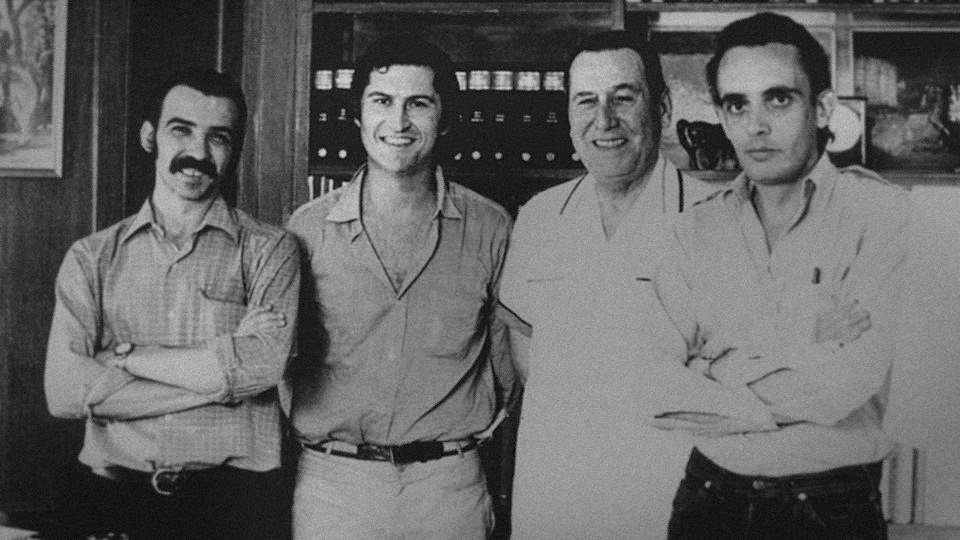
Els realitzadors Gerardo Vallejo, Fernando Pino Solanas i Octavio Getino amb Juan Domingo Perón (1971).

Més tard, va realitzar Perón: Actualización política y doctrinaria para la toma del poder, una extensa entrevista de Juan Domingo Perón que va fer al costat d'Octavio Getino a Madrid entre juny i octubre de 1971. La pel·lícula va esdevenir l'emblema de la militància juvenil peronista de l'època, i de la lluita per la tornada de Juan Domingo Perón a l'Argentina.
El 1975 va acabar Los hijos de Fierro, el seu primer llargmetratge de ficció. Mesos abans, havia estat amenaçat de mort per la Triple A i el 1976 un comando de la Marina va intentar segrestar-lo. Se va anar a l'exili cap a Espanya i es va establir finalment a França, on va realitzar el 1980 el documental La mirada de los otros.
El 1985 va filmar la pel·lícula Tangos... El Exilio de Gardel, amb la qual va obtenir els més importants guardons al Festival de Cinema de Venècia i al de l'Havana. Va acabar de filmar la pel·lícula Sur en 1988, per la qual va rebre el Premi al millor director al Festival de Canes i a diversos festivals més.
El 1991 la Fundació Konex li va atorgar el Premi Konex de Platí 1991 com el millor director de cinema de la dècada 1981-1990.
Pel fet que va rebre quatre trets a les cames de part d'un grup comando, el qual va considerar lligat al govern de Carlos Saúl Menem, es va veure obligat a postergar el rodatge de la pel·lícula El Viaje en el qual mostra nombrosos dibuixos en acrílic del dibuixant Alberto Breccia, que va concloure el 1992.
El 1998 va concloure La Nube, que va ser premiada al Festival Internacional de Cinema de Venècia. D'altra banda, el Festival de l'Havana el va guardonar amb el Gran Coral per a la seva trajectòria.
El 2003 va presentar un documental anomenat Memoria del saqueo al Festival Internacional de Cinema de Berlín, i se li hi va atorgar l'Os d'Or a la seva trajectòria. Aquesta pel·lícula va rebre diversos premis internacionals. Durant l'estrena del film Memorias del Saqueo, Solanas va citar Cuba i Veneçuela com a exemples de democràcia plena. En la mateixa presentació, Hugo Chávez li va dedicar paraules elogioses.
El 2005 va estrenar La dignidad de los nadies, que va rebre premis a Venècia, Mont-real, Valladolid i l'Havana.
El 5 de desembre de 2005 va ser distingit pel Fons Nacional de les Arts amb el Gran Premi a la Trajectòria. El maig de 2007 va estrenar el documental Argentina latente, en el qual apareix descrivint les potencialitats científiques del país i realitzant entrevistes a científics, obrers i industrials.

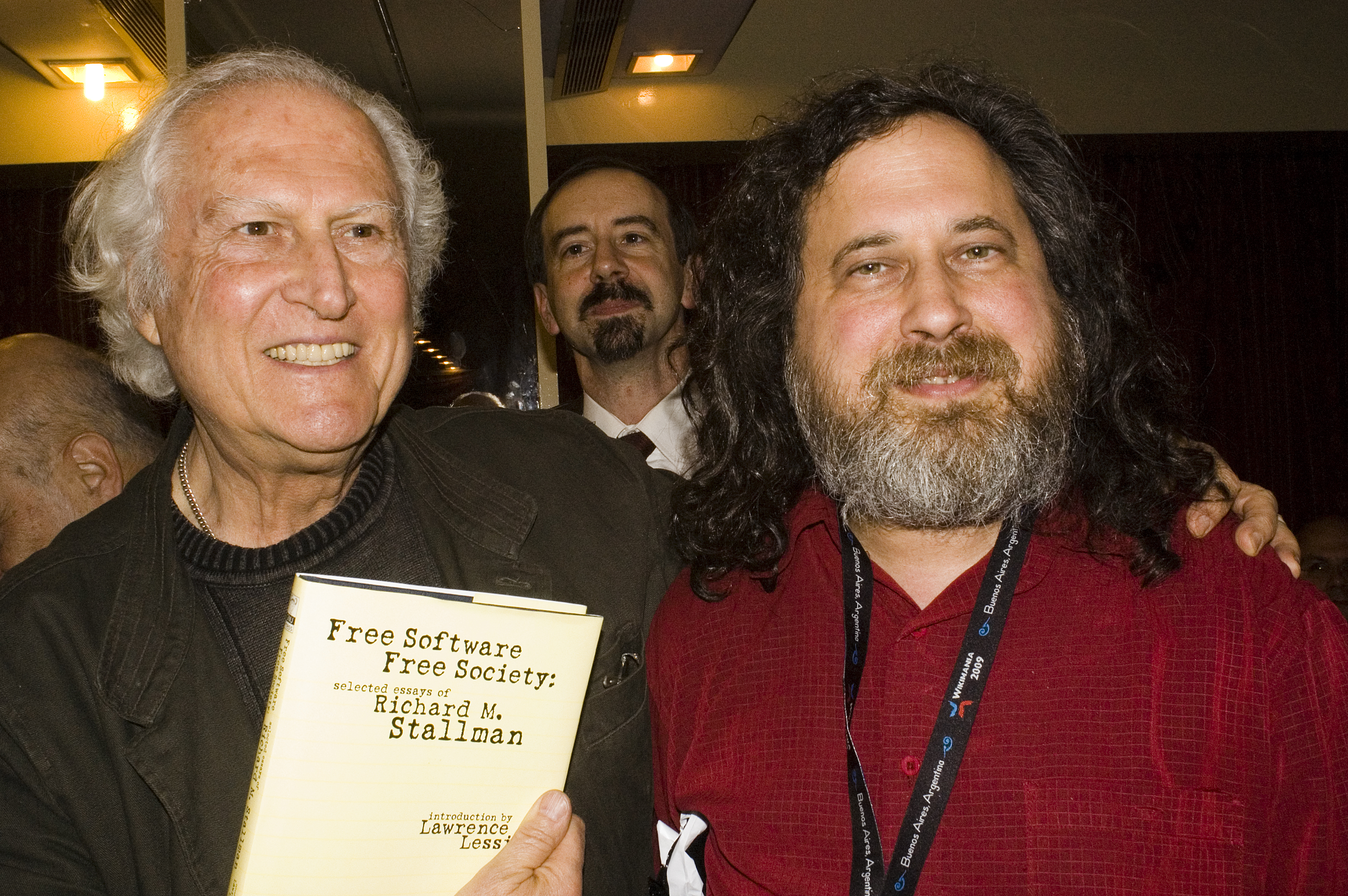
Pino Solanas en el Sopar de Benvinguda de Wikimania 2009 a Buenos Aires, al costat de Richard M. Stallman.

El 2007, Pino Solanas va ser condecorat com a habitant distingit a Santiago de Cuba, per l'Assemblea Municipal del Poder Popular local.
El setembre de 2008 va estrenar La próxima estación, un documental sobre les pèssimes condicions del servei ferroviari a l'Argentina i de les possibilitats de millores així com de la corrupció regnant des de la privatització d'aquest. L'estrena va coincidir amb una protesta a l'estació de Castelar del Ferrocarril Domingo Faustino Sarmiento, en el qual es van incendiar vagons. Arran d'aquest episodi integrants del govern nacional van acusar Solanes de premeditació. Solanas va sol·licitar proves de les acusacións i si no en procuressin demandaria aquests funcionaris per calúmnies i injúries.
Ha estat jurat en importants festivals de cinema i va fer seminaris en les principals escoles de cinema d'Amèrica Llatina, Europa i els Estats Units. Des de 2006 és professor emèrit a la Universitat de Los Angeles (UCLA) i de la Universitat Nacional de General San Martín (UNSAM).
Va rebre condecoracions dels governs d'Itàlia i França i la màxima distinció cultural cubana: l'Orde Félix Varela. En 2011 va tornar a rebre un Premi Konex aquesta vegada com un dels 5 millors documentalistes de la dècada 2001-2010.
Va escriure nombrosos articles sobre cinema, cultura i política tant a l'Argentina com en la resta d'Amèrica Llatina i Europa, entre d'altres l'assaig La Mirada (1989); Cine Cultura y Descolonización, en col·laboració amb Octavio Getino (1971) i un assaig d'investigació, Yacyretá: Crónica de un despojo (1996).

## Trajectòria política

### Començaments
El 1989 va promoure una gran assemblea de sindicats audiovisuals que es va realitzar els dies 22 i 23 de juny al Centro Cultural General San Martín. Hi va exigir que es convoquès un gran debat i que es fes una llei marc de radiodifusió que reemplacés la de la dictadura.
El 21 de maig de 1991 va ser disparat a les cames per dos desconeguts. Tres dies abans havia criticat durament el president Carlos Saúl Menem en un diari porteny, per la qual cosa Menem el va denunciar penalment per calúmnies i injúries. Des de llavors va començar a militar políticament.

### Diputat nacional (1993-1997)
El 1992 va ser candidat a senador nacional per la Ciutat de Buenos Aires i va obtenir el 7% dels vots. L'any següent va ser elegit diputat nacional pel Frente Grande, així com convencional constituent per a la Reforma de la Constitució Argentina de 1994. Només hi va militar un sol any, se'n va allunyar per diferències amb Carlos "Chacho" Álvarez.
El 1994 va proposar ampliar el Frente Grande i incorporar com a candidats referents socials com el bisbe Jaime de Nevares. L'abril va obtenir un milió de vots (17,6%) a la Província de Buenos Aires, avantatjant la llista de la Unió Cívica Radical. En la convenció constituent, va ser Vicepresident de la Comissió de Nous Drets. Entre els seus nombrosos projectes, va ser aprovada i incorporada la 1a. Clàusula de Cultura en l'Article 75è, inc. 19 de la Constitució Nacional.

### Candidat a president (2007)
Va ser candidat a President de la República Argentina en les eleccions de 2007 pel Projecte Sud en aliança amb el Partit Socialista Autèntic amb Ángel Cadelli com a company. Va ser cinquè amb l'1,6% dels vots (292.760 vots). La seva plataforma electoral va proposar la nacionalització del petroli, els hidrocarburs i altres jaciments minerals del país. Ha donat suport explícit a les polítiques del president veneçolà Hugo Chávez.

### Diputat nacional (2009-2013)
El 2009 va ser elegit diputat nacional per la Ciutat de Buenos Aires en les eleccions legislatives del 28 de juny. La seva proposta es va centrar en la recuperació dels recursos naturals de l'Argentina i en la fi dels acords de les grans empreses de rendes, capitals, mineria, etc. per a posar a la disposició de l'estat nacional aquests recursos econòmics, que les hauria de redistribuir, per a acabar amb la pobresa. També va proposar un pla nacional de recuperació dels ferrocarrils argentins. En aquesta elecció va obtenir un 24,2% dels vots, aconseguint un segon lloc per darrere de Gabriela Michetti. El 2010 i 2011, va ser president de la Comissió d'Energia i Combustibles de la Cambra de Diputats de la Nació. El 7 de desembre de 2010, va llançar la seva candidatura electoral per a la presidència, encara que finalment, al maig, va decidir competir per la Ciutat de Buenos Aires com a candidat a cap de Govern on va sortir tercer amb el 12,82% dels vots.

### Senador nacional (2013-2019)
A les Eleccions primàries de l'Argentina de 2013 Solanas es va presentar al costat de la dirigent Fernanda Reyes per al Senat de la Nació per la Ciutat de Buenos Aires amb el front UNEN (amb els partits Coalición Cívica ARI, Partido Socialista Auténtico, Unión Cívica Radical, Libres del Sur, Partido Socialista i GEN). La llista composta per Solanas i Reyes va guanyar la interna enfront de les compostes pels dirigents Rodolfo Terragno i Alfonso Prat Gay-Victoria Donda. En conseqüència, Solanes va encapçalar la llista de senadors per a les Eleccions legislatives de l'Argentina de 2013 i Elisa Carrió va fer el propi en la llista de diputats nacionals al costat de Martín Lousteau.
Posteriorment va obtenir el segon lloc en les eleccions legislatives, i va obtenir un escó com a Senador en representació del front UNEN. A començament de 2014 va assumir la presidència de la Comissió d'Ambient i Desenvolupament Sostenible de la Cambra de Senadors de la Nació. Després de la separació d'UNEN, va decidir no participar en les Eleccions presidencials de l'Argentina de 2015.
Malgrat que el seu mandat es va acab ar el 2019, el 24 de juliol de 2017 va presentar una precandidatura a senador nacional per la Província de Buenos Aires pel Front CREO. No obstant això, no va superar el llindar de 1.5%, per la qual cosa no va poder participar en les eleccions definitives d'octubre.
El juny de 2019 va anunciar que s'unia al Frente de Todos, nt la fórmula presidencial Alberto Fernández - Cristina Fernández de Kirchner. Solanes integra la llista com a primer candidat a Diputat nacional per la Ciutat de Buenos Aires.

### Diputat nacional (2019-2023)
Solanas va integrar la llista del Frente de Todos donant suport com primer Diputat Nacional per la Ciutat de Buenos Aires, encara que la llista portenya va quedar segona amb un 35,06% dels vots de la capital a les Eleccions de 2019, Solanas va aconseguir el seu lloc al congrés com a Diputat Nacional per la Ciutat de Buenos Aires. A menys de dues setmanes d'assumir el nou govern, el president electe Alberto Fernández va sol·licitar que renunciï al seu escó per esdevenir ambaixador argentí a la UNESCO.

## Filmografia

### Director
Documentals
- La hora de los hornos (1968)
- Argentina, Mayo de 1969: los caminos de la liberación (1969)
- Perón, La revolución justicialista (1971)
- Perón: Actualización política y doctrinaria para la toma del poder (1971)
- Memoria del saqueo (2004)
- La dignidad de los nadies (2005)
- Argentina latente (2007)
- La próxima estación (2008)
- Tierra sublevada: Oro impuro (2009)
- Tierra sublevada: Oro negro (2010)
- La guerra del fracking (2013)
- El legado estratégico de Juan Perón (2016)
- Viaje a los pueblos fumigados (2018)
- Tres en la deriva del caos creativo (2020)

Ficció
- Seguir andando (1962) (curtmetratge)
- Reflexión ciudadana (1963) (curtmetratge)
- Los hijos de Fierro (1975)
- El exilio de Gardel (Tangos) (1985)
- Sur (1988)
- El viaje (1992)
- La nube (1998)
- Afrodita, el sabor del amor (2001) (Filme inacabat)

### Guionista
- El camino hacia la muerte del viejo Reales (1974)

### Intèrpret
- Dar la cara (1962)...Extra
- Ángel, la diva y yo (2000)

Realitzador d'efectes sonors
- El Hombre que Vio al Mesías (1959) (curtmetratge)

## Premis i distincions
Festival Internacional de Cinema de Canes
| Any  | Categoria         | Pel·lícula | Resultat  |
| ---- | ----------------- | ---------- | --------- |
| 1988 | Millor director   | Sur        | Guanyador |
| 1992 | Gran Premi tècnic | El viaje   | Guanyador |

## Llibres
- La mirada (1989): llarga entrevista realitzada per Horacio González durant l'any 1988, on Solanes es refereix al seu mètode de composició cinematogràfica i a les relacions de l'art amb els conflictes culturals del nostre temps.
- Causa Sur (2009): es tracta d'un recopilat d'articles, reportatges, discursos i documents de la seva militància i actuació política des de 1989 fins a 2009. El pròleg va ser escrit pel Premi Nobel de la Pau, Adolfo Pérez Esquivel.
- El legado, rescate del proyecto de Juan Domingo Perón (2016). Segons les seves paraules es proposa "rescatar el projecte emancipador de Juan Peron".[17]

## Música
- És l'autor de la lletra del Tango Vuelvo al Sur, amb música d'Astor Piazzolla.[18]